# Karolewka (Dębówko)
Karolewka (niem. Karlshof) – część kolonii Dębówko w Polsce, położona w województwie warmińsko-mazurskim, w powiecie bartoszyckim, w gminie Bartoszyce. Wchodzi w skład sołectwa Wawrzyny. 
W latach 1975–1998 Karolewka administracyjnie należała do województwa olsztyńskiego.